# 小杉湯

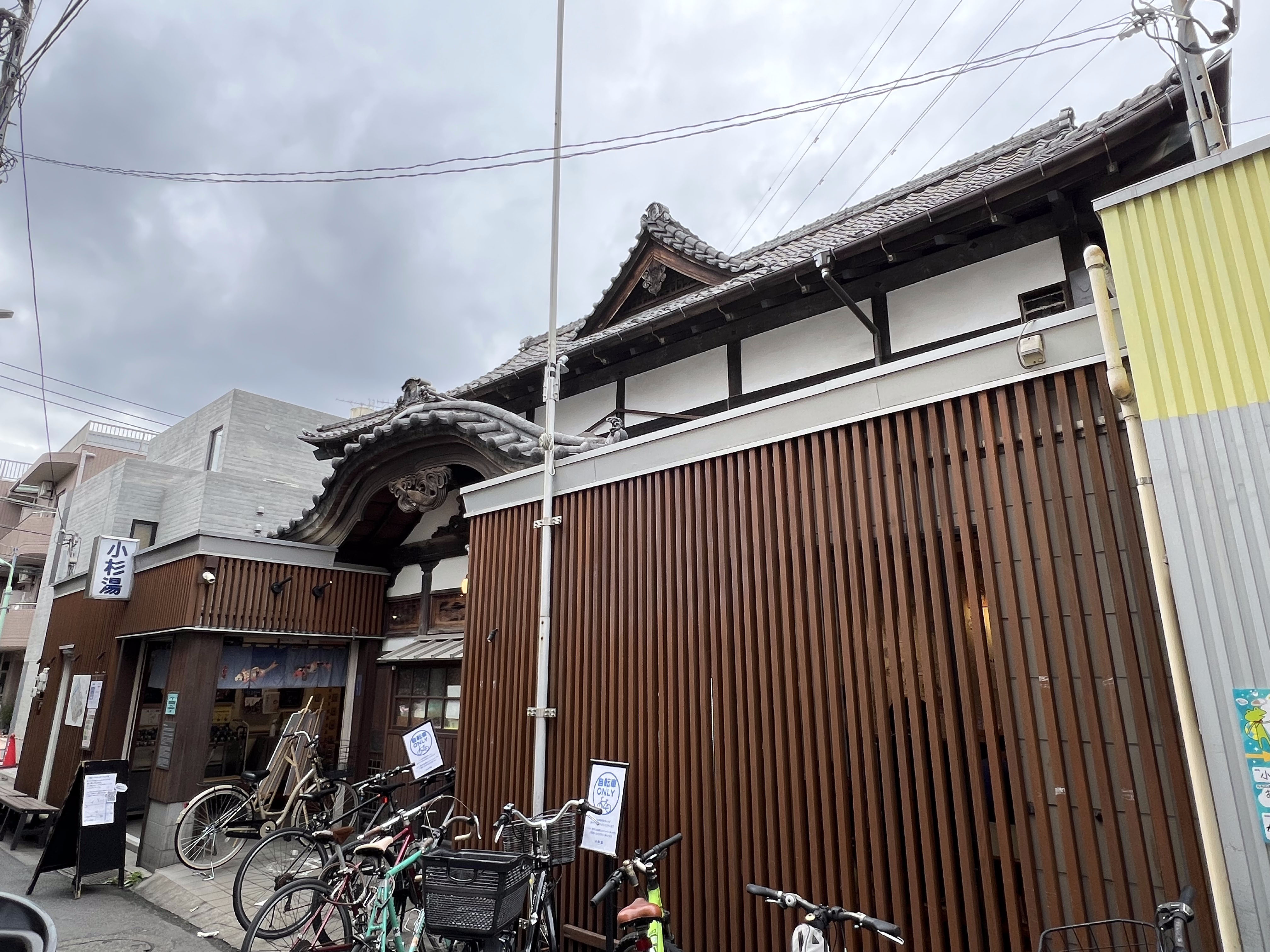

小杉湯（こすぎゆ）は、東京都杉並区高円寺にある1933年（昭和8年）創業の銭湯。2020年8月には、国の登録有形文化財に登録された。

## 概要
創業は1933年。2016年からは3代目の平松佑介が引き継いだ。浴槽として名物ミルク風呂、週替り・日替り風呂、水風呂があり、温冷交互浴にも対応している。営業開始前にはヨガ、ピラティス教室も行っている。
浴槽が観客席になる「踊る銭湯」や「銭湯フェス」などのイベントを定期的に開催。入浴以外の目的でも楽しんでもらうことで、客層を広げた。全国各地の生産者や小売店とコラボレーションして、さまざまな物販もおこなっている。番頭には「銭湯図解」を生み出したイラストレーターの塩谷歩波などがいる。
2020年3月には隣接するアパートを改築し、会員制のシェアスペース「小杉湯となり」をオープン。
2024年4月17日、渋谷区の商業施設「東急プラザ原宿『ハラカド』」地下1階に、銭湯「小杉湯原宿」がオープン。

## 小杉湯となり
『小杉湯となり』は3階建てで、1階はキッチン設備のある飲食スペース、2階は電源やプリンターが用意されて作業が可能な書斎スペース。3階はベランダが付いた六畳一間で、個室として利用できる。2021年3月には、築88年の古民家をリノベーションし「小杉湯となり-はなれ」をオープンした。

## 主なイベント
- 銭湯ぐらし（2017年3月〜2018年2月） 「小杉湯」の隣にあった解体を控えた風呂なしアパートを舞台に、多様なクリエイターが共にくらし、実験的な取り組みを通して銭湯を活用した事業や、銭湯が日常にあるくらしについて取り組んだプロジェクト。
- いどばたアート in 小杉湯[11]（2018年8月2日）

「触れるアート、話せる空間」をテーマに、発泡ビーズが入った銭湯の浴槽に着衣のまま入浴するアートコンテンツを用意。参加者同士がコミュニケーションできる空間を演出。特殊加工され静電気の発生を防ぐパウダービーズを使用した「ビーズ風呂」をはじめ、1人でも気軽に楽しめる「ぼっち湯」や、外観と浴槽内のライティングが変わり特別ドリンクが提供される「風呂BAR」、食べながらくつろげる「ビーズクッションブース」、かき氷の専門店「かき氷Lounge」の出店などが用意された。
- 小杉湯フェス[12]（2018年11月23日）
- 出張OFF呂会 ~ 高円寺編〜（2019年9月7日）
- URBAN SENTO [13]（2020年3月）ファッションブランド「アーバンリサーチ」とコラボした座談会やコラボ商品開発などを行った。